# 투자계획서
투자계획서(投資計劃書, Investment Policy Statement, IPS)란 투자자와 이를 돕는 투자전문가가 작성하는 문서로, 자금을 어떤 식으로 관리할 것인가에 대하여 쌍방이 합의한 내용을 기록한 것이다. 또한 투자단체(연기금 등)이 투자원칙을 명확히 하고 앞으로 있을 투자의사 결정 과정의 지침을 마련하여 결정의 일관성을 유지하기 위해 투자계획서를 작성하기도 한다.
투자계획서는 투자과정의 기틀을 마련해 주며, 투자자들에게 자신이 어떤 투자목표를 필요로 하고 어떤 제약을 받고 있는가를 확실히 알려줌으로써 보다 현실적인 목표를 세우도록 한다. 또한 투자계획서는 투자자들에게 리스크 및 투자비용에 대해 알려 주고 포트폴리오 관리자들의 행동지침 역할을 한다. 한 마디로, 투자계획서는 투자전문가와 그 고객 모두에게 투자지침을 세워 주기 위해 작성하는 것이다.